# Mike Schwartz
Mike Schwartz är en amerikansk skådespelare som har medverkat i serier som Scrubs, Ed och Saturday Night Live.